# Parque de la Identidad Huanca
El Parque de la Identidad Huanca se encuentra en Huancayo, Perú. Inició su construcción en 1992 y concluyó en 1996. Tiene un tamaño de 5800 m². El parque alberga canales, estatuas y portales con características de la región. En las escultura están representado por personajes más representativo de la región: Angélica Quintana "La Chaparrita", Leonor Chávez Rojas "Flor Pucarina", Víctor Alberto Gil "Picaflor de los Andes", Emilio Alanya "Moticha", Néstor Chávez Calderón, Zenobio Dagha Sapaico, Sergio Quijada Jara, Francisco Rivera Jiménez, Francisco Leitth Navarro y Amadeo Ugarte Ríos. A su alrededor está rodeado de una variedad de flores. Su diseño general está muy influenciado por el Parque Güell de Barcelona, en España, diseñado por el arquitecto Antonio Gaudí en 1904.

## Galería

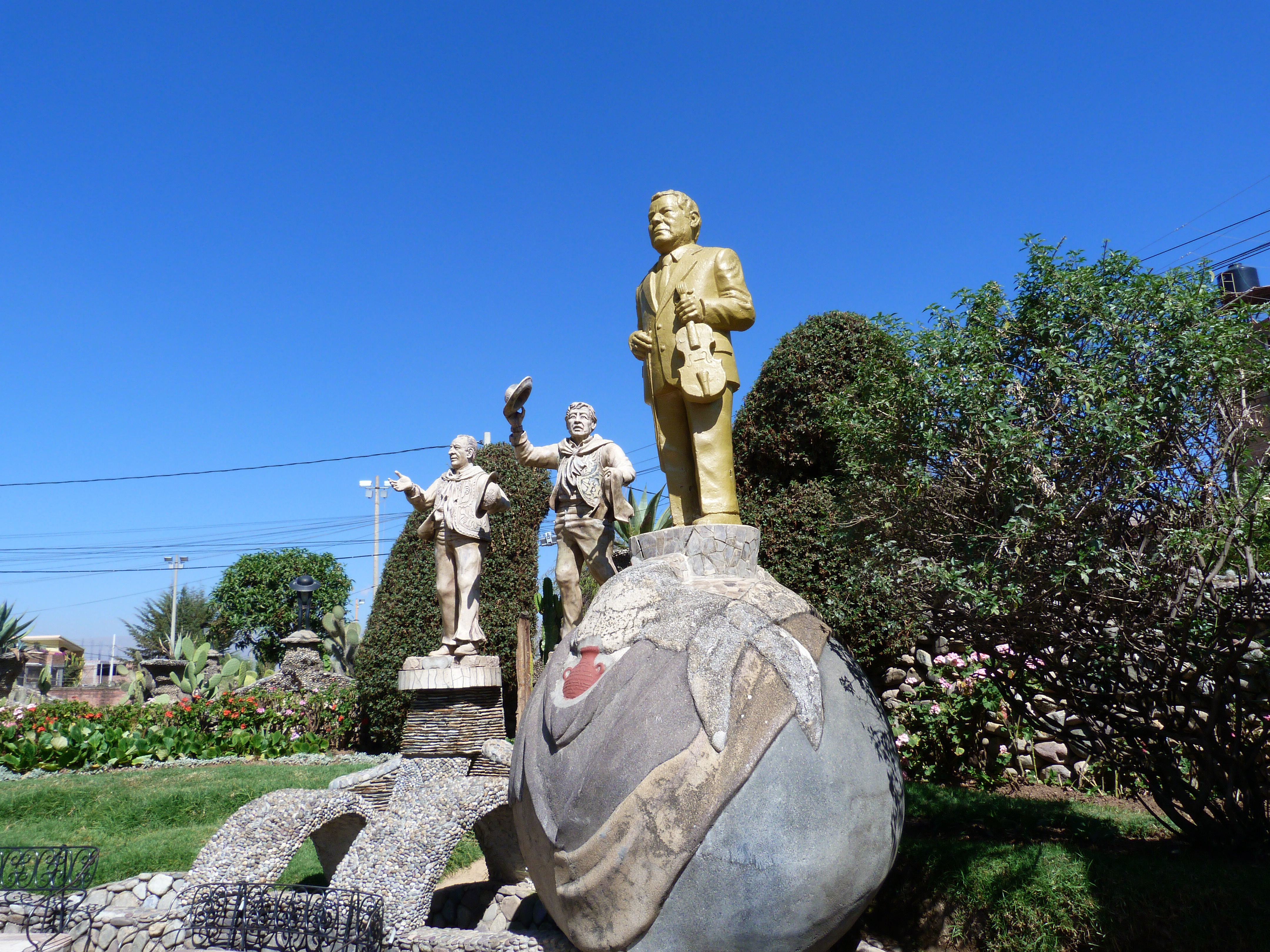
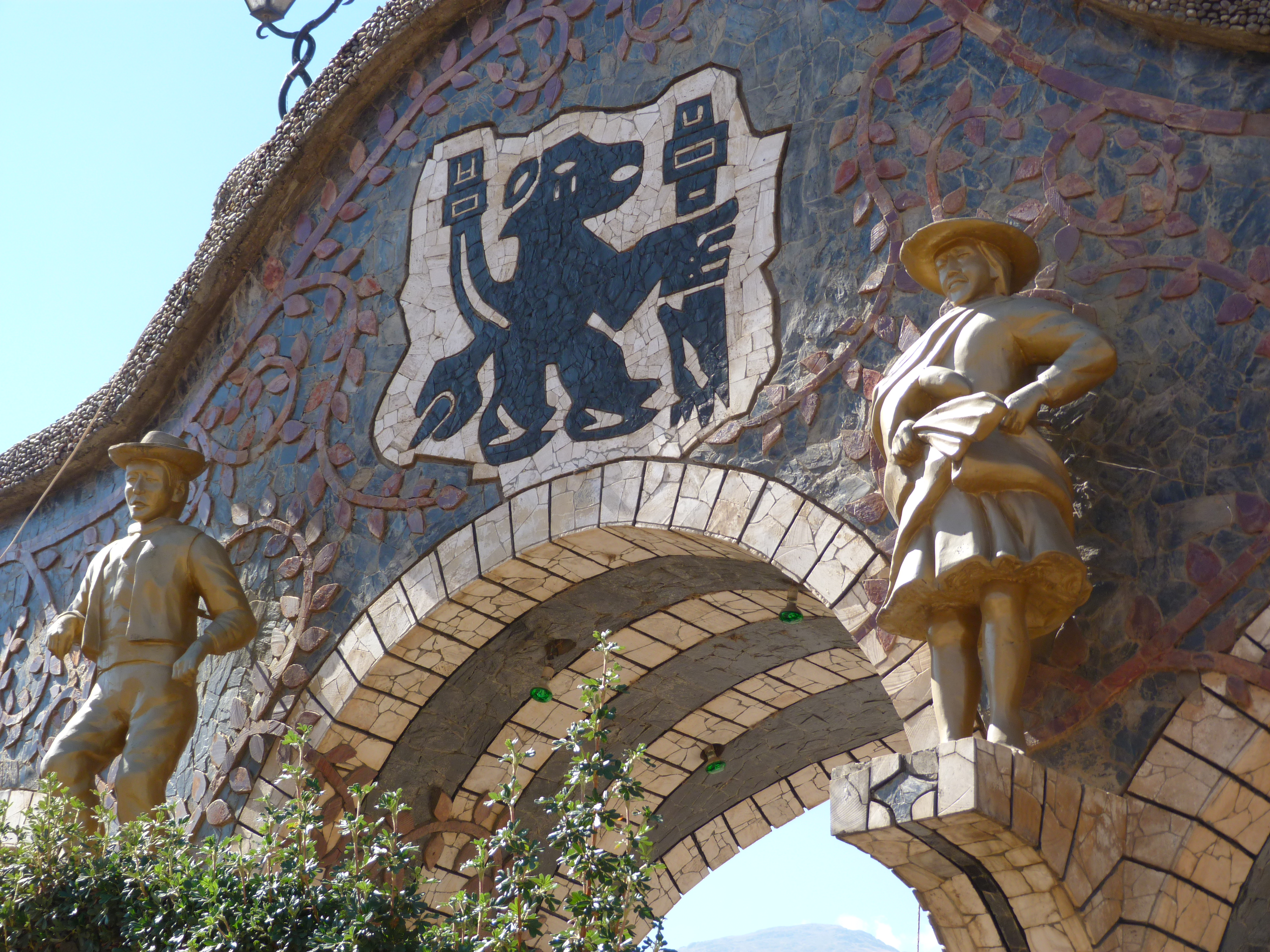
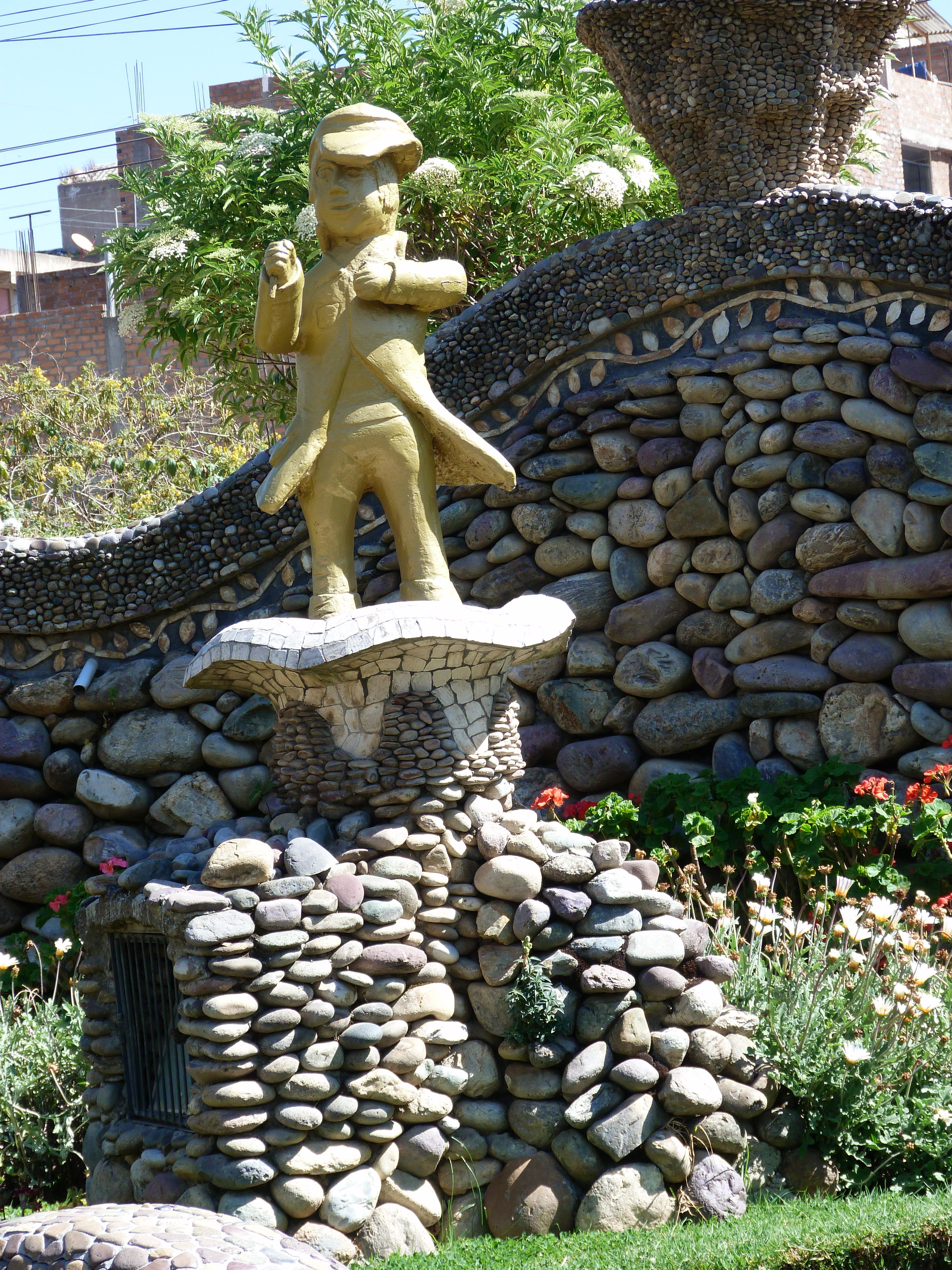
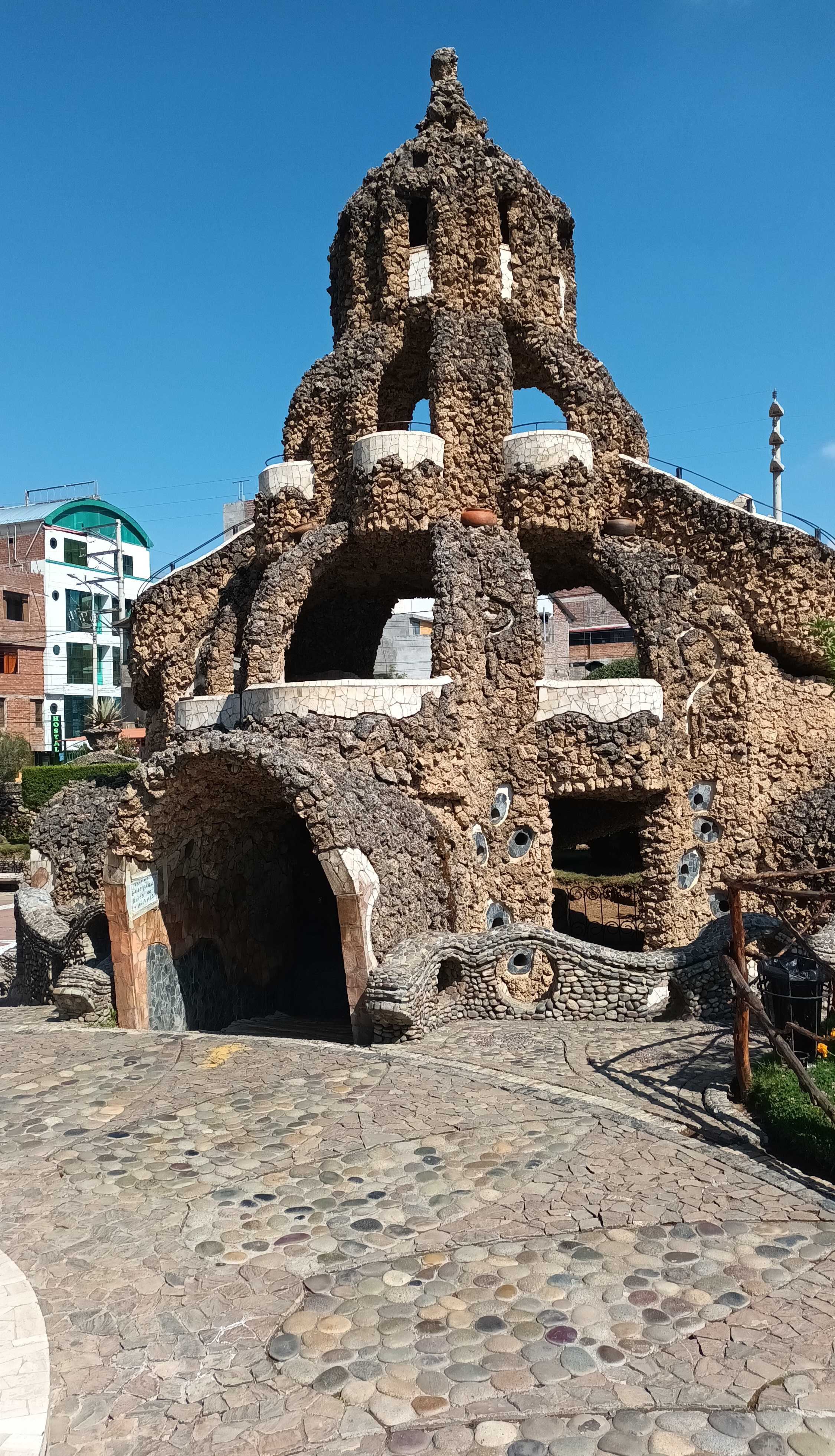
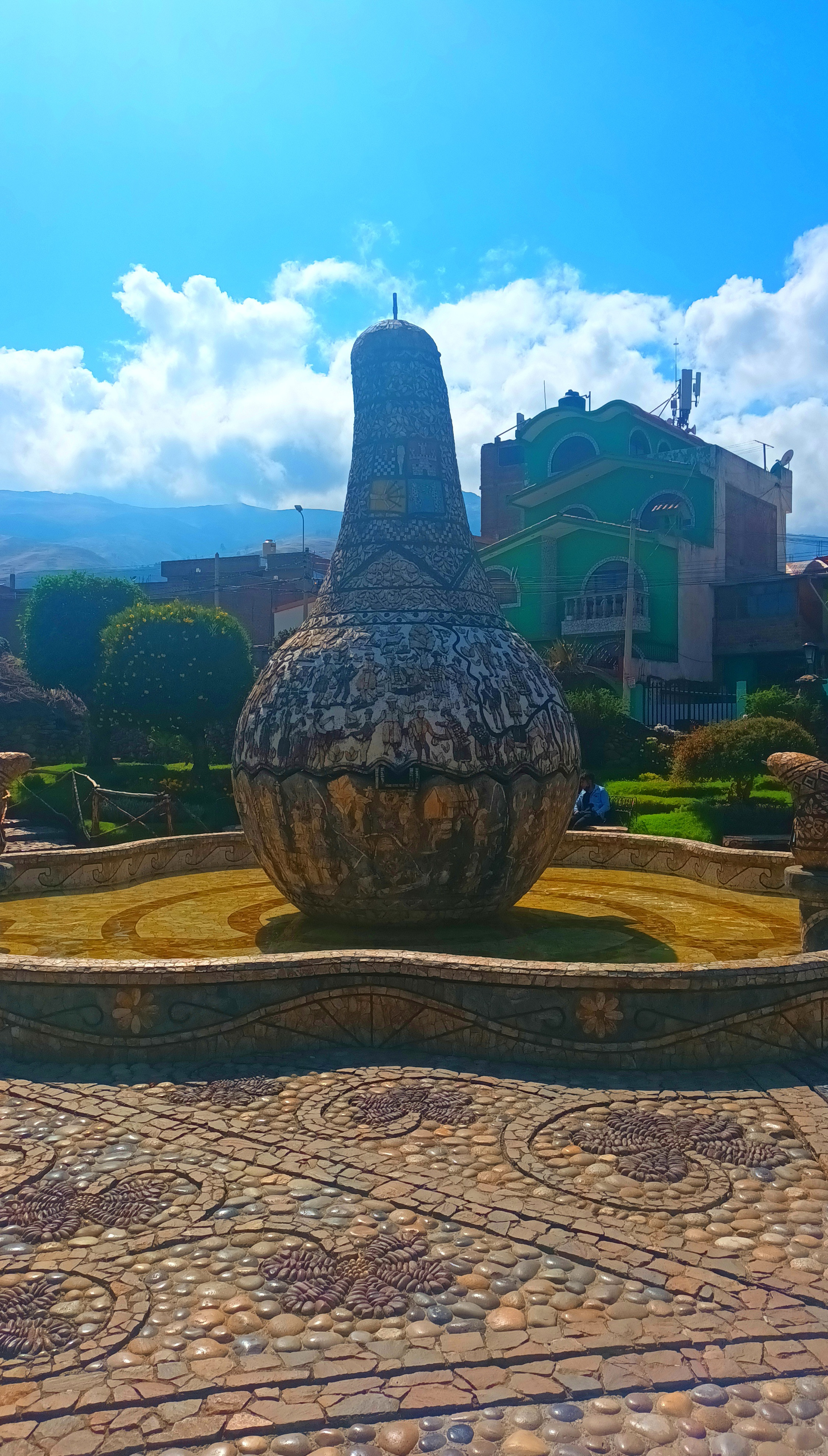